# Heinrich von Haugwitz
Heinrich (Hynek) von  Haugwitz (ur. XV w., zm. 1516 r. w Sycowie) – wolny pan stanowy Sycowa od 1489 r.
Pochodził z rodu Haugwitzów, ze starej morawskiej rodziny szlacheckiej osiadłej na Śląsku. Jego bratem był Jan Haugwitz – pierwszy wolny sycowski pan stanowy.
Należał do stronników Macieja Korwina na Śląsku. Dzięki jego poparciu został osadzony jako wolny pan stanowy w Wąsoszy, jednak nie udało mu się tam dłużej utrzymać. W 1489 r. rozpoczął współrządy z bratem – Janem w Sycowie. Po jego powrocie na Morawy po śmierci ojca w 1494 r. został faktycznie jedynowładcą w Sycowie.
Zmarł w 1516 r. i został pochowany w miejscowym kościele parafialnym.